# Forest-Saint-Julien
Forest-Saint-Julien é uma comuna francesa na região administrativa da Provença-Alpes-Costa Azul, no departamento de Altos-Alpes. Estende-se por uma área de 6,95 km². Em 2010 a comuna tinha 344 habitantes (densidade: 49,5 hab./km²).